# Типу Султан
Типу Султан (на каннада: ಟಿಪ್ಪು ಸುಲ್ತಾನ್, урду: سلطان فتح علی خان ٹیپو ) (ноември 1750 г. – 4 май 1799 г.), известен също като Тигърът на Майсор, е де факто владетел на кралство Майсор от 1782 до 1799 г. Пълното му име е Султан Фатех Али Кхан Шахаб или Типу Сахеб Типу Султан. 
В допълнение към ролята му като владетел той е учен, войник и поет. Владее много езици.
Той е син на виден мюсюлманин-шиит на име Хайдер Али, от втората му жена, Фатима. Типу Султан е набожен мюсюлманин, но мнозинството от поданиците му са индуисти. 
В съюз с французите, в борбата им срещу британците, както Хайдер Али, така и Типу Султан не се поколебават да използват обучената си от французите армия срещу маратхите, Сира, Малабар, Коорг и Беднур. Типу Султан систематично използва ракети с метален цилиндър и твърдо гориво срещу британците. Впоследствие майсорската технология е използвана от Уилям Конгрийв като основа за развиването на неговата собствена ракета, използвана в Наполеоновите войни и в Британско-американската война.
На петнадесетгодишна възраст Типу Султан придружава баща си Хайдар Али в Първата англо-майсорска война. Помага на баща си да победи британците във Втората англо-майсорска война (1781-1784) и преговаря за Договора от Мангалор с тях, последният случай, когато индийски владетел диктувал условия на британците. Победен е обаче в Третата англо-майсорска война (1789-1792), довела до загубата на половината майсорска територия, трябвало да плати три милиона рупии на британците и да даде двама свои синове като заложници в очакване на плащането. В Четвъртата англо-майсорска война Типу Султан е разгромен от комбинираните сили на Британската източноиндийска компания, низамът на Хайдерабад и в по-малка степен Траванкор и маратхите. След едномесечна обсада Типу Султан загива, отбранявайки столицата си Шрирангапатана, на 4 май 1799 г. Първият офицер, който открива тялото на Типу Султан е полковник Артър Уелсли, който потвърждава смъртта му чрез проверка на пулса. Уелсли е назначен за губернатор на Майсор. 
Притежанията на Типу Султан и много от богатствата на града са откарани в Англия.
Сър Уолтър Скот, коментирайки върху абдикацията на Наполеон Бонапарт (който е възнамерявал да влезе в съюз с Типу Султан срещу британците в края на 18 век) през 1814 г., пише:
Макар че никога не предполагах, че той [Наполеон] притежава, допускайки известна разлика в образованието, либералността на поведение и политическите възгледи, показвани понякога от стария Хайдар Али, при все това аз си помислих, че той [Наполеон] може да е показал същия решителен и твърдоглав дух на решителност, който води Типу Султан да умре мъжествено при пробива в неговата столица със сабята си, стисната в ръка.